# Grammy Award du meilleur album country
Le Grammy Award du meilleur album country est une récompense décernée lors des cérémonies annuelles des Grammy Awards décernée à l'album country de l'année.

## Lauréats
| Année | Artiste(s)      | Album               |
| ----- | --------------- | ------------------- |
| 2022  | Chris Stapleton | Starting Over       |
| 2023  | Willie Nelson   | A Beautiful Time    |
| 2024  | Lainey Wilson   | Bell Bottom Country |
| 2025  | Beyoncé         | Cowboy Carter       |